# 湖北裂瓜
湖北裂瓜（学名：Schizopepon dioicus）为葫芦科裂瓜属下的一个变种。

## 扩展阅读
維基物種上的相關：湖北裂瓜